# Pithecia inusta
Pithecia inusta és una espècie de primat de la família dels pitècids. Viu a la part central del Perú i una petita porció de l'oest del Brasil. El seu hàbitat natural són els boscos primaris de diferents tipus. Està amenaçat per la caça, la destrucció del seu hàbitat i el tràfic d'animals salvatges. Descrit originalment com a espècie per Johann Baptist von Spix, posteriorment fou baixat a la categoria de subespècie del saqui monjo (P. monachus) i el 2014 fou restaurat com a espècie a part.